# 103e bataillon de tirailleurs sénégalais
Le 103e bataillon de tirailleurs sénégalais (ou 103e BTS) est un bataillon français des troupes coloniales.

## Création et différentes dénominations
- 01/07/1917: Formation du 103e bataillon de tirailleurs sénégalais à Saint-Raphaël, partir de 1098 tirailleurs arrivant du 90e BTS
- 01/02/1919: Le 43e BTS (dissous à cette date) est fusionné au 103eBTS
- 01/02/1919: Le 30e BTS (dissous à cette date) est fusionné au 103eBTS
- 25/04/1919: Arrivée de 400 tirailleurs venant du 95e BTS
- 01/05/1919: Arrivée de 164 tirailleurs venant du 56e BTS

## Chefs de corps
- 01/07/1917: Capitaine de Montrond
- 07/08/1917: Chef de bataillon Baffroy
- 01/01/1919: Capitaine Cassignol
- 01/02/1919: Chef de bataillon Bontemps
- 02/02/1919: Chef de bataillon Maignan
- 02/03/1919: Capitaine Grubwiller
- 03/03/1919: Chef de bataillon Bontemps

## Historique des garnisons, combats et batailles du103eBTS
- 18/09/1917: Embarquement par voie ferrée et arrivée à Marseille
- 19/09/1917: Départ de Marseille à destination de l'Afrique du Nord
- 22/09/1917: Arrivée à Bône
- 23/09/1917: Arrivée à Bizerte
- 24/09/2014: Embarquement par voie ferrée et arrivée à Toudouk-Djedid; stationnement au camp Servière
- 13/03/1918: Arrivée à Tunis
- 15/03/1918: Retour à Toudouk-Djedid
- 13/04/1918: Départ en direction de Tunis
- 14/04/1918: Arrivée à Bizerte et stationnement
- 23/04/1918:Embarquement pour la France
- 25/04/1918:Arrivée à Marseille
- 01 et 02/05/1918: Départ vers la zone des combats du nord-est
- 03/05/1918: Arrivée à Chaligny et installation au camp de Bois-l’Évêque
- 15/05/1918: Déplacement vers les bois de la Côte en Haye
- 16/05/1918: Déplacement vers Martincourt-Saint Jean
- 19/05/1918: Le bataillon est amalgamé avec le 151e Régiment d'Infanterie
- 22/05/1918: Occupation des tranchées du secteur de Voissogne
- 26/05/1918: Le bataillon est relevé par le 1er bataillon du 101e Régiment d'Infanterie américaine, il relève à son tour un bataillon du 63e Régiment d'Infanterie Territoriale et occupe le Quartier L (sous secteur de Limey)
- 02/06/1918: Le bataillon est relevé par un bataillon du 341e Régiment d'Infanterie et passe au repos à Martincourt
- 07/06/1918: Le bataillon est amalgamé au 341e Régiment d'Infanterie
- 14/06/1918: Occupation du Quartier L
- 25/06/1918: Relevé par un bataillon du 414e Régiment d'Infanterie
- 26/06/1918: Cantonnement au petit Bois Le Prêtre et Avrainville
- 27/06/1918: Cantonnement à Bois-l’Évêque
- 28/06/1918: Embarquement par voie ferrée
- 29/06/1918: Cantonnement à Ay
- 04/07/1918: Cantonnement à Rilly-la-Montagne
- 06/06/1918:Cantonnement à Reims
- 07/07/1918: Relève d'un bataillon du 100e Régiment d'Infanterie dans le secteur de Reims-Nord
- 18/08/1918: Le bataillon est mis réserve à Reims
- 24/08/1918: Mouvement vers Rilly-la-Montagne
- 25/08/1918: Mouvement vers Louvois
- 26/08/1918: Mouvement vers Cuis et cantonnement
- 09/09/1918: Mouvement vers Vélye et Villeneuve
- 24/09/1918: Mouvement vers Frouard
- 29/09/1918: Le bataillon est amalgamé au 151e Régiment d'Infanterie et fait mouvement vers Bezaumont. Occupation du secteur
- 09/10/1918: Le bataillon fait mouvement vers Nancy
- 12/10/1918: Mouvement vers Écuelle et occupation des tranchées dans le secteur de Bouxières-aux-Chênes
- 06/11/1918: Déplacement à Laxou
- 11/11/1918: Mouvement vers Bois-l’Évêque
- 04/12/1918: Embarquement en gare de Maron à destination de Saint-Louis du Rhône
- 06/12/1918: Arrivée et cantonnement à Saint-Louis du Rhône
- 10/01/1919: Embarquement pour Grasse
- 11/01/1919: Arrivée et cantonnement à Valbonne
- 20/04/1919: Déplacement à Fréjus

### Sources et bibliographie
Mémoire des Hommes